# Flow (映画)
『Flow』（原題：Straume）は2024年公開の3DCGアニメーション冒険映画。ラトビア・フランス・ベルギー制作。
制作費350万ユーロで制作された低予算インディペンデント映画。ラトビア語原題の「Straume」は正確には英語の「Stream」に該当する。
2024年5月22日に第77回カンヌ国際映画祭「ある視点」部門でワールドプレミア上映されて以降 各地で絶賛され、第82回ゴールデングローブ賞アニメ映画賞、第97回アカデミー賞長編アニメ映画賞を受賞した（インディペンデント作品では史上初の受賞）。
ラトビア出身の映画監督ギンツ・ジルバロディスが監督・脚本・音楽・編集・撮影を務めた。人間は全く登場せず、キャラクターは動物のみ。人間の言語は一言も用いられず、動物たちの鳴き声以外にセリフはない。

## あらすじ
人間がいなくなったポスト・アポカリプスの世界で、森で暮らす1匹のダークグレーの猫が洪水と水位上昇に流され、旅に出る物語。猫は旅の中で犬(ラブラドール・レトリバー)、カピバラ、猿(ワオキツネザル)、鳥(ヘビクイワシ)、謎のクジラなど様々な動物と出会いながら流されていく―
暗灰色の猫が森を徘徊する。犬の群れが川に到着し、魚を捕まえる。2匹の犬が魚を巡って争うと、猫が魚を奪い、犬たちに追われる。猫は逃げ、鹿の群れが突進するのを見た直後に洪水に巻き込まれる。猫と犬たちは洪水を生き延び、高台にたどり着く。黄色のラブラドール・レトリバーが猫を追い、木製の猫の彫刻がある廃屋にたどり着く。2匹は水位が上昇していることに気づく。ラブラドールは他の犬たちとボートに乗り、洪水が廃屋を飲み込む中、猫は巨大な猫の像の上に登り、水が像の頭部に達するまで耐える。水が像を完全に覆うと、猫はカピバラが乗る近づいてきた帆船に飛び移る。
翌朝、船が半分水没した森を進む中、猫は船から落ち、白いヘビクイワシを避けようとして沈み始める。突然変異したクジラが猫を溺死から救うが、別のヘビクイワシが猫を捕まえ、飛行中に遠くに巨大な石柱が見える。ヘビクイワシは猫を船の上に放す。まもなく水位がさらに上昇し、カピバラはキツネザルの乗船を許可し、キツネザルは小物の入った籠を持参する。眠っている猫は、夢の中で鹿の群れに囲まれ、巨大な石柱を見つめ、洪水に流される場面で目を覚ます。
その日のうちに、3匹の動物は岸に上陸し、ラブラドールが合流する。ヘビクイワシの群れが敵意を示し、猫は逃げる。猫を最初に見つけた若いヘビクイワシはリーダーに猫の命を助けるよう懇願するが、決闘で敗れ、翼を負傷し、群れに棄てられる。飛ぶ力が低下したヘビクイワシは仲間になる。
一行は巨大な石柱のふもとの、半分水没した都市に到着する。ラブラドールはキツネザルのガラス製浮き玉をヘビクイワシに渡して遊ぼうとするが、ヘビクイワシはそれを船から蹴り落とす。キツネザルは怒ってヘビクイワシと争い、船を操縦していたヘビクイワシが制御を失い、マストが木に引っかかる。クジラが水面から跳び出し、発生した波で船が木から解放される。カピバラから学び、猫は泳ぎと魚の捕獲技術を向上させる。一行は他の犬たちが鐘楼に取り残されているのを見つけ、救出する。
激しい嵐の中、船が巨大な石柱を通過する際、ヘビクイワシは飛び去る。猫は船から落ちるが、岸まで泳ぐ。石柱の階段を登り、床に迷路のような彫刻がある場所でヘビクイワシを見つける。短時間、重力が消滅し、明るいポータルが頭上に開く。2匹は一時的に無重力状態になるが、猫は地面に戻り、ヘビクイワシは光に向かって飛び、消える。猫は階段を駆け下り、船に戻ろうとするが遠すぎる。キツネザルのガラス製浮き玉を見つけ、それを使って浮かぶ。地中に巨大な断層が開き、水位が急速に下がる。森を歩く猫はキツネザルと再会し、木に引っかかった船を見つける。犬たちは船から飛び降りるが、カピバラが降りようとしたとき、木が折れ始める。
猫は木に登り、船のロープをキツネザルと犬たちに渡し、彼らが船を引き寄せる。ウサギが近くを走ると、ラブラドール以外の犬たちは仲間を置いて去る。猫は落ちるが、カピバラに助けられ、2匹は木が谷に落ちる前に船から飛び降りる。一行が喜ぶ中、別の鹿の群れが突進する。猫は逃げるが、森で座礁したクジラに出会い、立ち止まる。猫はクジラを慰め、巨大な石柱を見る。クジラの喪失に悲しみ、猫は水たまりに映る自分と仲間が合流する姿を見る。
ポストクレジットシーンでは、クジラが海面に浮上する。

## 製作
2012年、ジルバロディスは猫が海への恐怖を克服する短編映画『Aqua』を製作したが、この映画が『Flow』の基礎となった。ジルバロディスは2019年の映画『Away』までMayaを使用してアニメーションを制作していたが、同年、リアルタイムレンダラーEEVEEの利点からBlenderに切り替え、『Flow』のアニメーションに使用した。
製作は2019年に始まり、ジルバロディスとその製作チームは5年半かけて『Flow』を完成させた。映画には台詞がなく、ジルバロディスはフランスの映画監督ジャック・タチやアニメシリーズ『未来少年コナン』からインスピレーションを受けたと述べている。ストーリーボードは使用せず、ジルバロディスは動物をシーンに配置し、「カメラで探求する」手法を採用した。映画には削除されたシーンはない。

### 動物
カピバラやキツネザルといった動物は、日本の伊豆シャボテン動物園などでリサーチされた。クジラは当初、リアルなクジラをベースにする予定だったが、より神話的な外観にデザインし直された。また、ヘビクイワシは当初カモメの予定だったが、カモメが小さすぎるため変更された。主人公たちが使用するボートは地中海のフェルッカからインスピレーションを受けた。

### 音響
サウンドデザイナーのグルワル・コイク＝ガラスは、映画に登場する各キャラクターに実際の動物の鳴き声を使用した。コイク＝ガラスの猫・ミウが本作で使用される猫の声を担当した。本物のカピバラのくすぐられた時の高く不快な声は、映画の穏やかで平和なカピバラに合わないと判断され、ムースやリャマの音を検討した後、子ラクダの鳴き声が選ばれた。クジラにはトラの鳴き声を低くしたものが使用された。

## 評価
本作は批評家から絶賛されている。レビュー集約サイトRotten Tomatoesでは、148件の批評のうち97%が肯定的な評価で、平均評価は10点満点中8.5点となっている。同サイトの評価は「革新的なアニメーションと成熟したテーマのおかげで、この『Flow』は魅力的である」となっている。 Metacriticは、27人の批評家による評価に基づき、100点満点中87点の「普遍的な称賛」となっている。
ニューヨーク・タイムズ紙のコラム・マーシュは、「動物たちは動物らしく振る舞い、それが彼らの冒険に真実味を与え、喜びと危険の両方の瞬間に感情をより強くするものになっている」と述べている。 AP通信のジェイク・コイルは『Flow』を「2024年の最高のアニメーション映画」と呼び、「コンピューター生成アニメーションが夢のような、不思議なほどリアルなシュールレアリズムを高めている」と書いた。
IndieWireのライターであるクリスチャン・ブラウベルトは本作にA評価を与え、「感情に満ちているが感傷的ではない」と賞賛し、限られたセリフと擬人化されていない動物たちを、2002年のアメリカ合衆国のアニメーション映画『きれいな涙 スピリット』と比較した。
俳優兼監督のビル・ヘイダーは本作を2024年のお気に入りの映画に挙げ、3回観たことや、猫アレルギーであるにもかかわらず猫を飼いたくなったことを語った。
2025年6月、IndieWireは本作を「2020年代（これまでの）ベスト映画100」のリストで26位にランクインさせた。 2025年7月の、ニューヨーク・タイムズの読者投票による「21世紀のベスト映画100」リストでは、224位となった。

## 受賞
55の映画賞を受賞し、ほかに74のノミネーションを獲得した。
- 第97回アカデミー賞 長編アニメ映画賞 受賞 / 国際長編映画賞 ノミネート
- 第52回アニー賞 長編インディペンデント作品賞・脚本賞 受賞 / 監督賞ノミネート
- 第82回ゴールデングローブ賞 アニメ映画賞 受賞